# Attila m/1875

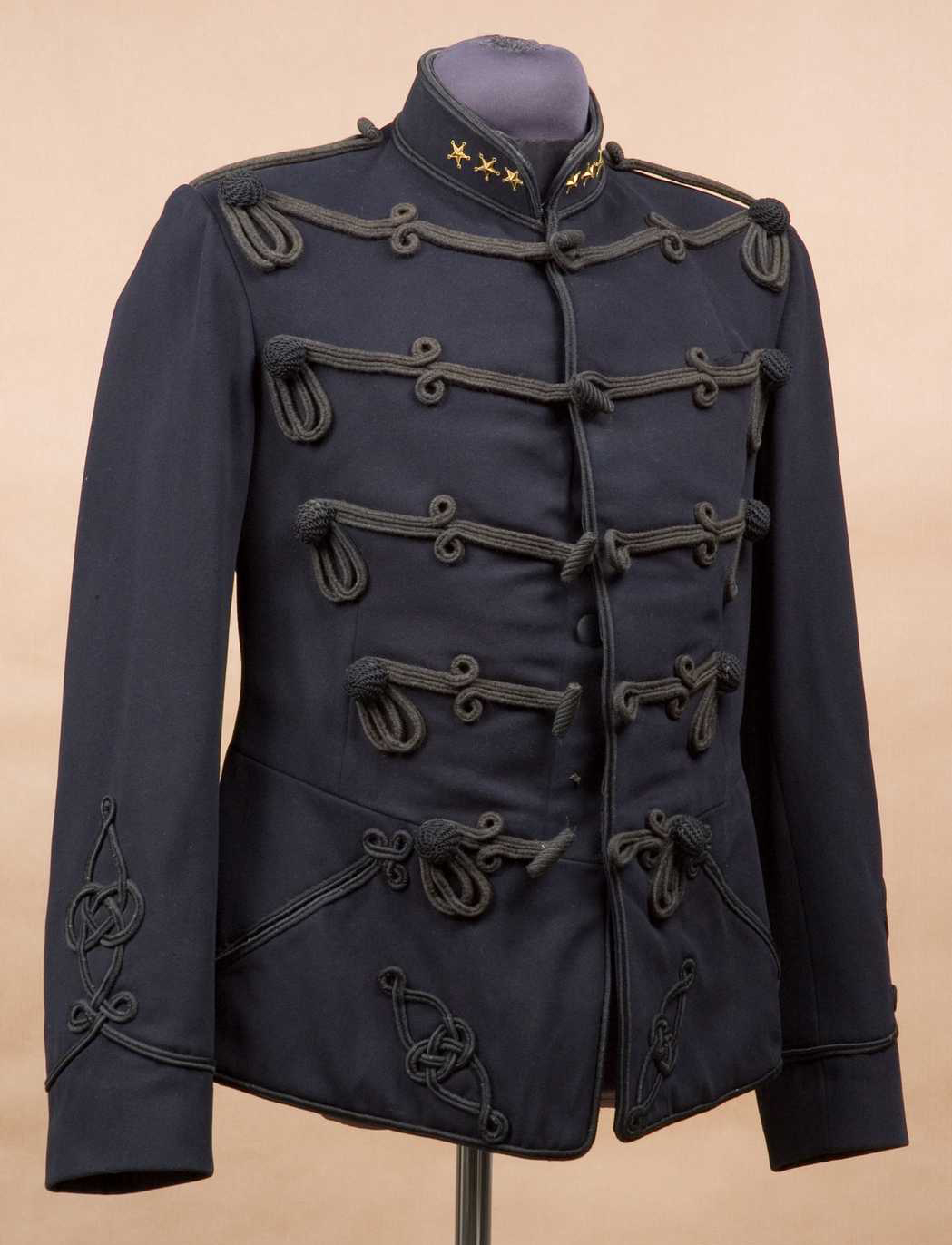
Attila m/1875 för ryttmästare vid Skånska husarregementet (K 5).

Attila m/1875 var en attila som användes inom försvarsmakten (dåvarande krigsmakten).

## Utseende
Denna attila är av mörkblått kläde med svart snörmakeri i fem rader.

## Användning
Denna attila bars av samtliga husarregementen utom Kronprinsens husarregemente (K 7) och kom att ersättas av dolma m/1895.